# NGC 568
NGC 568 este o galaxie lenticulară, posibil eliptică, situată în constelația Sculptorul. A fost descoperită în 29 noiembrie 1837 de către John Herschel. De asemenea, a fost observată încă o dată în 4 septembrie 1897 de către Lewis Swift.